# Carta d'identità

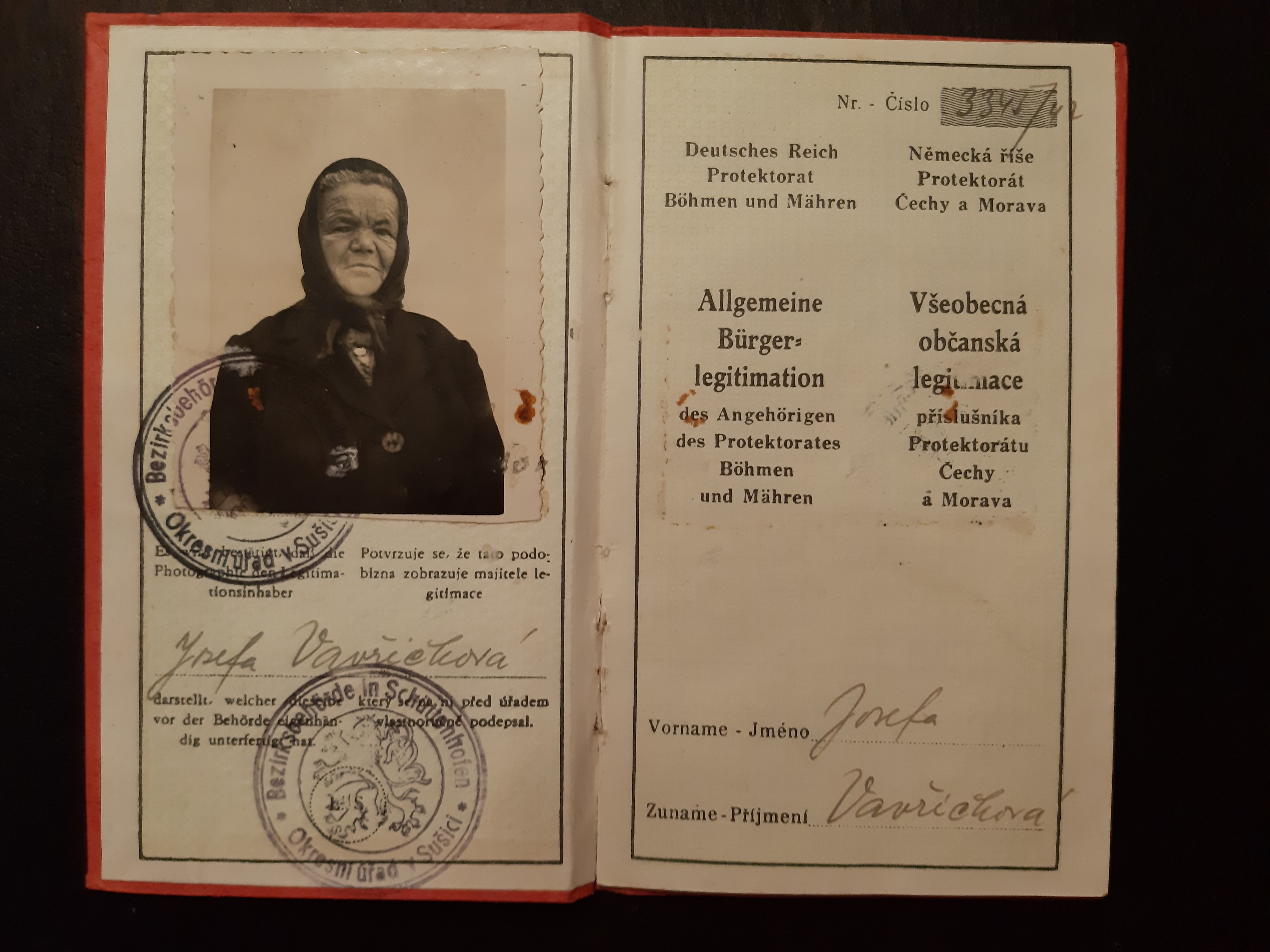
Carta d'identità del 1943 rilasciata dal Protettorato di Boemia e Moravia.

La carta d'identità è un documento di riconoscimento strettamente personale nel quale sono contenuti i dati anagrafici, e altri dati ed elementi utili all'individuazione di un individuo in modo univoco. I suoi usi, formalità per il rilascio, obbligatorietà e i dati contenuti differiscono da stato a stato, in base alle rispettive normative degli Stati del mondo.

## Storia
Nel II millennio avanti Cristo gli Assiri in Mesopotamia, a capo di un impero multietnico, realizzarono tavolette in terracotta con incisi, in caratteri cuneiformi, il nome e gli altri dati anagrafici della persona. Presso i Romani, per dimostrare la cittadinanza (civitas), bastava l'autocertificazione orale: "Civis Romanus sum" ("sono cittadino romano") anche se, per essere più credibile, era preferibile che chi pronunciava questa frase parlasse un buon latino e si vestisse secondo la moda romana. Per i soldati stranieri dell'Urbe si usava una tessera bronzea con la quale si attestava la cittadinanza ottenuta. I nomi dei civili erano invece registrati in tavole più grandi, di legno o di bronzo, conservate negli archivi statali.
Nel Medioevo, soprattutto dal secolo XII per motivi di natura commerciale, si diffuse la  "patente di garanzia", cioè un salvacondotto (guidaticum) emesso dalle autorità per coloro che dovevano raggiungere altre città o Paesi stranieri. In questi documenti, oltre al nome, era riportata anche una descrizione fisica della persona.
In età moderna i cittadini erano chiamati a riportare il proprio nome nei registri appositi, ma non veniva rilasciato loro alcun documento.
Agli inizi del XIX secolo Napoleone Bonaparte creò documenti identificativi legati alla classe lavorativa; in seguito cominciarono ad essere prodotti diversi tipi di documenti di identità. Nel 1844 il sultano Mahmud II introdusse la carta d'identità uguale per tutti i cittadini dell'Impero ottomano. Nel 1876 il fotografo scozzese William Notman ideò un nuovo documento di identità contenente anche una fotografia, mentre nel 1915 gli Inglesi introdussero il passaporto obbligatorio con fotografia. Nel 1931, per motivi di pubblica sicurezza, il Regno d'Italia adottò la carta d'identità. L'attuale passaporto risale al 1946, anno di nascita della Repubblica Italiana, benché già ce ne fosse uno al tempo del Regno d'Italia.

## Descrizione
I dati contenuti possono essere lo stato civile, la cittadinanza, la professione, una fotografia, impronte digitali) ed in generale dati utili a identificare la persona a cui tale documento si riferisce.
Può essere obbligatoria (oltre una determinata età) o meno. In alcuni casi è obbligatorio averla ma non portarla sempre con sé, essendo sufficiente, in caso di necessità di controllo, mostrare di possederla a casa.
I dati riportati differiscono a seconda delle esigenze e delle scelte dei singoli stati. Ad esempio per le donne coniugate in alcuni stati è indicato il cognome da nubile, in altri quello del marito, in altri ancora entrambi.

## Nel mondo
Non in tutti gli Stati esiste la carta d'identità (non nel Regno Unito, ad esempio, e in quasi tutti gli stati con diritto di tipo common law, come pure in Russia e in Giappone). In tali paesi per alcuni usi può essere sostituita da altri documenti personali.

### Francia
In Francia la carta d'identità (Carte nationale d'identité sécurisée) è utilizzata dal 1940, introdotta per l'identificazione fatta dalla Repubblica di Vichy nell'ambito dell'olocausto. Contiene la fotografia del volto e i dati anagrafici, oltre al numero di identificazione nazionale.
In passato l'utilizzo della carta d'identità, come l'aggiornamento della stessa a cadenza periodica (10 anni) e in caso di cambio di residenza, era obbligatorio. Dal 1955 non sussiste l'obbligatorietà, ma rimane uno strumento che può essere utilizzato per dimostrare la propria identità alle forze di polizia, sebbene non è esplicitato dalla legge che il documento sia sufficiente. In ogni caso alle forze di polizia è permesso l'arresto, per non più di 4 ore, di un cittadino sprovvisto del documento, ai fini di verificarne l'identità ("vérification d'identité").
Per transazioni economiche di rilievo, in ambito bancario, è accettata più frequentemente della patente di guida.

### Italia

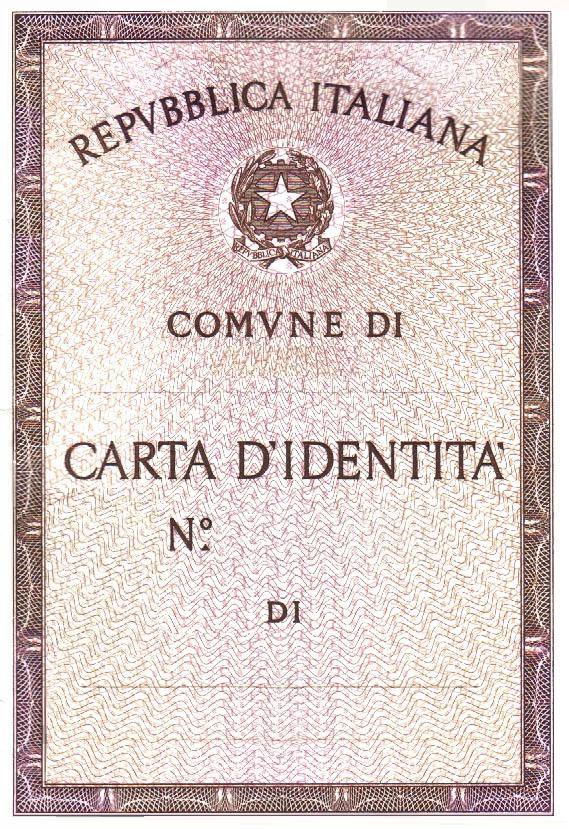
Carta d'identità italiana in forma cartacea

La carta d'identità italiana è il documento principale di identificazione per i cittadini italiani o per i residenti sul territorio. L'utilizzo di questa, o di un documento con foto considerato equivalente, è obbligatorio ai fini del riconoscimento, seppure con limitazioni. Può inoltre essere convalidata come documento valido per l'espatrio.
La forma cartacea è in via di sostituzione con la versione elettronica (CIE), che è stata istituita nel 1994 e che riporta fotografia, dati anagrafici e firma di chi la possiede. Il documento (sia cartaceo sia elettronico) dispone di alcuni accorgimenti anticontraffazione e ne è pertanto vietata la plastificazione.
Il D. Lgs. 30/2007 recepisce la Direttiva 2004/38/CE e obbliga i cittadini dell'UE e i loro familiari a esibire un passaporto o un altro documento d'identificazione e il permesso di soggiorno o un altro documento attestante la regolare presenza nel territorio dello Stato, pena l'arresto fino a un anno e l'ammenda fino a 2000 euro.
Per tutte le persone, cittadini o stranieri, vale l'obbligo di fornire, su richiesta di pubblici ufficiali, informazioni relative alla propria identità personale, al proprio stato o altre qualità personali. Non si tratta, quindi, dell'obbligo di fornire un documento d'identità valido o di documentare altrimenti tali informazioni. In assenza, vale l'obbligo di fornire le proprie generalità a voce. Se invece in possesso, ai sensi dell'art. 294, la carta d'identità o i titoli equipollenti devono essere esibiti ad ogni richiesta degli ufficiali e degli agenti di pubblica sicurezza.
L’art. 4 del Testo Unico di P.S. stabilisce che l’autorità di P.S. può ordinare alle persone pericolose e sospette (e solo ad esse) di munirsi entro un dato termine di carta di identità e di esibirla ad ogni richiesta degli ufficiali ed agenti di P.S.. In tal caso, il rifiuto di esibire un documento di riconoscimento e contemporaneamente di dare indicazioni sulla propria identità personale costituisce concorso materiale della contravvenzione prevista dall'art. 651 C.P. con la contravvenzione prevista dal Testo Unico di P.S.. Per le altre persone (non pericolose e non sospette) sussiste solo l’obbligo previsto dall’art. 651 C.P. che punisce chi, ad un pubblico ufficiale nell'esercizio delle sue funzioni, rifiuta di dare indicazioni sulla propria identità personale, sul proprio stato o su altre qualità personali.

### Portogallo
Il Portogallo obbliga i cittadini portoghesi a possedere un documento d'identità (Bilhete de Identidade) a partire dai sei anni d'età. I maggiori di anni 16 hanno l'obbligo di portarlo con sé ogni volta che ci si trova in luogo pubblico. L'accertamento dell'identità di una persona - sia essa cittadino naturale del paese, straniero (comunitario o extracomunitario), residente o meno sul territorio portoghese - avviene attraverso la richiesta delle generalità che è opportuno attestare mediante l'esibizione di un idoneo e valido documento d'identità. Tuttavia, sebbene le autorità - di polizia o pubbliche - possono richiedere l'esibizione di un documento d'identità, non vige alcun obbligo se non esiste una concreta, valida e argomentata ragione di sospetto nei confronti della persona da identificare.
In caso di rifiuto di fornire gli elementi utili all'identificazione, le autorità possono condurre la persona al più vicino posto di polizia per effettuare gli accertamenti volti all'identificazione. A tale scopo può anche essere predisposto un rilievo fotodattiloscopico - che, tuttavia, verrà distrutto davanti alla persona in caso di non formalizzazione di alcuna accusa - e il tempo di fermo sarà quello sufficiente ad accertare l'identità e, comunque, non oltre le due ore.
Il documento d'identità principale per i cittadini naturali del Portogallo è il "Bilhete de Identidade" o anche Cartão de Cidadão. Questo documento, oltre ai dati anagrafici completi, contiene anche altre informazioni come: il numero di previdenza sociale, il numero di identificazione fiscale, il numero d'iscrizione al servizio sanitario portoghese, eccetera. Il suo periodo di validità è di cinque anni.
Uno straniero residente sul territorio portoghese per più di 183 giorni l'anno può richiedere e ottenere la "Carta de Residência" - differente per cittadini UE rispetto a quelli extra-UE - che servirà a legittimare la presenza sul territorio oltre il periodo dei tre mesi stabiliti dalla legge. Tale documento accompagna il documento d'identità del paese di provenienza dello straniero. Trascorsi cinque anni di residenza continuativa in Portogallo, lo straniero può chiedere e ottenere il "Cartão de Residência Permanente" che, contrariamente al documento precedente, vale come documento d'identità per l'identificazione in territorio portoghese senza che debba essere accompagnato da altro documento. Solo trascorsi sei anni (dieci per gli extracomunitari), uno straniero residente permanentemente in Portogallo può chiedere e ottenere la cittadinanza portoghese e conseguire il "Cartão de Cidadão".

### Unione Europea
Il riconoscimento d'identità all'interno delle frontiere dell'Unione Europea è disciplinato da un codice comunitario relativo al regime di attraversamento delle frontiere da parte delle persone. Il "codice frontiere Schengen" è previsto dalle Notificazioni previste dall'articolo 37 del regolamento (CE) n. 562/2006 del Parlamento europeo ed è stato istituito il 15 marzo 2006 dal Consiglio.
Manca, invece, un'armonizzazione all'interno dei singoli Stati membri. La Direttiva 2008/C 18/03, art. 21, lettera c, ammette la possibilità per uno Stato membro di prevedere nella legislazione nazionale l'obbligo di possedere o di portare con sé documenti di identità.
La Direttiva 2004/38/CE obbliga i cittadini extracomunitari a portare sempre i documenti con sé finché permangono all'interno del territorio UE, ed era finalizzata a facilitare il soggiorno in paesi dell'UE degli stessi cittadini appartenenti e quindi a rendere più liberi i loro viaggi, esclusi quelli non facenti parte dell'Unione europea.
Quindi, l'obbligo vige per i cittadini extracomunitari, mentre differisce per i cittadini della UE, a seconda delle leggi dello Stato membro.